# Nati nel 1963/Luglio
| Questa pagina contiene informazioni ricavate automaticamente dalle voci biografiche con l'ausilio del template Bio e di un bot. L'aggiornamento è periodico e automatico e ricostruisce completamente la pagina. Se manca una persona in questa lista, sei pregato di non aggiungerla, ma accertati piuttosto che la sua voce biografica contenga il template Bio e che i dati anagrafici siano correttamente compilati. Se il template Bio manca, inseriscilo tu stesso o, in alternativa, metti l'avviso {{tmp\|Bio}} che ne segnala la mancanza. Se i dati riportati sono sbagliati, correggi direttamente la voce biografica; le modifiche saranno visibili in questa lista entro pochi giorni. Per chiarimenti vedi il progetto biografie. La lista contiene solo le 322 persone che sono citate nell'enciclopedia e per le quali è stato implementato correttamente il template Bio. Pagina aggiornata al 26 lug 2025. |

- 1º luglio - Roddy Bottum, tastierista statunitense
- 1º luglio - Marco Esposito, giornalista e saggista italiano
- 1º luglio - Rick Hunolt, chitarrista statunitense
- 1º luglio - Naser Khader, politico danese
- 1º luglio - Edward Lu, ex astronauta e fisico statunitense
- 1º luglio - Pablo d'Ors, scrittore, critico letterario e presbitero spagnolo
- 1º luglio - Ihar Žaljazoŭski, pattinatore di velocità su ghiaccio bielorusso († 2021)
- 2 luglio - Stephen Kay, regista, sceneggiatore e attore neozelandese
- 2 luglio - Nikolaj Kostov, allenatore di calcio e ex calciatore bulgaro
- 2 luglio - Cristina Pezzoli, regista teatrale italiana († 2020)
- 2 luglio - Michael Robertson, ex tennista sudafricano
- 2 luglio - Jeffrey Rogers, attore statunitense
- 2 luglio - Carla Solaro, attrice italiana
- 2 luglio - Marcel Wanders, designer olandese
- 3 luglio - Gianni Di Giovanni, manager e giornalista italiano
- 3 luglio - Jacek Duda, ex cestista polacco
- 3 luglio - Tracey Emin, artista britannica
- 3 luglio - Cle Kooiman, ex calciatore statunitense
- 3 luglio - Riccardo Marchesini, canoista italiano
- 3 luglio - Megumi Mizusawa, fumettista giapponese
- 3 luglio - Jay Hunter Morris, tenore statunitense
- 3 luglio - Gary Staines, ex mezzofondista e ex maratoneta britannico
- 4 luglio - Anna Paola Concia, politica e attivista italiana
- 4 luglio - Bernhard Fahner, ex sciatore alpino svizzero
- 4 luglio - Ana Junyer, ex cestista e allenatrice di pallacanestro spagnola
- 4 luglio - Anicet Lavodrama, ex cestista centrafricano
- 4 luglio - Henri Leconte, ex tennista francese
- 4 luglio - Ute Lemper, cantante e attrice tedesca
- 4 luglio - Marco Marin, politico e ex schermidore italiano
- 4 luglio - Jan Mølby, dirigente sportivo e ex calciatore danese
- 4 luglio - Ni Xialian, tennistavolista cinese
- 4 luglio - Elisabetta Pierazzo, astronoma italiana († 2011)
- 4 luglio - Sonia Pierre, avvocatessa e attivista dominicana († 2011)
- 4 luglio - Luis Ramallo, allenatore di calcio e ex calciatore boliviano
- 4 luglio - Michael Sweet, cantante, chitarrista e pianista statunitense
- 4 luglio - Andrea Venturi, fumettista italiano
- 5 luglio - Adriana Bazon, ex canottiera rumena
- 5 luglio - Cho Min-kook, ex calciatore sudcoreano
- 5 luglio - Piero D'Alì, velista italiano
- 5 luglio - Edie Falco, attrice statunitense
- 5 luglio - Antonio Francesco Paolo Gilberto, militare italiano
- 5 luglio - Maureen Griffin, ex schermitrice canadese
- 5 luglio - Salvatore Grigoli, mafioso e collaboratore di giustizia italiano
- 5 luglio - Armando Madonna, allenatore di calcio e ex calciatore italiano
- 5 luglio - Nicola Morra, politico italiano
- 5 luglio - Roberto Parodi, scrittore, giornalista e conduttore televisivo italiano
- 5 luglio - Mark Stockwell, ex nuotatore australiano
- 5 luglio - Ken Topalian, ex bobbista armeno
- 6 luglio - Anesti Arapi, ex calciatore albanese
- 6 luglio - Edwin Gorter, ex calciatore olandese
- 6 luglio - Thomas Halim Habib, vescovo cattolico egiziano
- 6 luglio - Sorin Matei, ex altista rumeno
- 6 luglio - Cesare Toraldo, ex pentatleta italiano
- 6 luglio - Luciano Troja, pianista e compositore italiano
- 6 luglio - Oliver Warg, ex combinatista nordico tedesco orientale
- 6 luglio - Nicola Zanelli, generale italiano († 2025)
- 7 luglio - Pablo Alicea, ex cestista portoricano
- 7 luglio - Gaetano Colapietro, ex giocatore di calcio a 5 e ex calciatore italiano
- 7 luglio - Tom Franklin, scrittore statunitense
- 7 luglio - Alister Jack, politico britannico
- 7 luglio - Geir Karlstad, ex pattinatore di velocità su ghiaccio norvegese
- 7 luglio - Greg Kern, ex calciatore canadese
- 7 luglio - Sérgio Klein, scrittore e poeta brasiliano († 2010)
- 7 luglio - Rakeysh Omprakash Mehra, regista, sceneggiatore e produttore cinematografico indiano
- 7 luglio - Paolo Pasi, giornalista, scrittore e compositore italiano
- 7 luglio - Claudio Pezzuto, carabiniere italiano († 1992)
- 7 luglio - Marco Rossi, ex multiplista italiano
- 7 luglio - Vonda Shepard, cantante e compositrice statunitense
- 7 luglio - Pete Williams, ex cestista statunitense
- 8 luglio - Rocky Carroll, attore e regista statunitense
- 8 luglio - Max Cavallari, attore, comico e cabarettista italiano
- 8 luglio - Robert Ctvrtlik, ex pallavolista e ex giocatore di beach volley statunitense
- 8 luglio - Michael Cuesta, regista statunitense
- 8 luglio - Jean-Baptiste de Franssu, economista e banchiere francese
- 8 luglio - Paola Ghidoni, politica italiana
- 8 luglio - Janusz Góra, dirigente sportivo, allenatore di calcio e ex calciatore polacco
- 8 luglio - Jacques Martineau, regista e sceneggiatore francese
- 8 luglio - Pan Gongsheng, economista e politico cinese
- 8 luglio - Joey Rive, ex tennista statunitense
- 9 luglio - Patrick Hürlimann, giocatore di curling svizzero
- 9 luglio - Sergej Ivanov, ex cestista e allenatore di pallacanestro russo
- 9 luglio - Yō Kitazawa, doppiatore giapponese
- 9 luglio - Curdin Morell, bobbista svizzero
- 9 luglio - Andrea Possenti, astrofisico italiano
- 9 luglio - Pier Antonio Torroni, ex calciatore italiano
- 10 luglio - Ernesto Aguirre, ex calciatore peruviano
- 10 luglio - Roberto Amadio, dirigente sportivo, ex ciclista su strada e pistard italiano
- 10 luglio - Domenico Arcuri, dirigente d'azienda e funzionario italiano
- 10 luglio - Pavel Benc, ex fondista cecoslovacco
- 10 luglio - Sergej Bulygin, biatleta russo
- 10 luglio - Andrew Giddings, tastierista britannico
- 10 luglio - Ian Lougher, pilota motociclistico britannico
- 10 luglio - Michèle Martin, ex cestista belga
- 10 luglio - Mats Magnusson, ex calciatore svedese
- 10 luglio - Jorge Payá, ex pallanuotista spagnolo
- 10 luglio - Ronan Pensec, ex ciclista su strada e ciclocrossista francese
- 10 luglio - Mike Schlegel, cestista statunitense († 2009)
- 10 luglio - Luca Tessadrelli, compositore italiano
- 11 luglio - Pavol Diňa, ex calciatore slovacco
- 11 luglio - Michelle Fairley, attrice nordirlandese
- 11 luglio - Annemarie Kirr, ex cestista rumena
- 11 luglio - Morten Kristiansen, ex calciatore norvegese
- 11 luglio - Liu Haiguang, ex calciatore cinese
- 11 luglio - Al MacInnis, ex hockeista su ghiaccio canadese
- 11 luglio - Manuel Marrero Cruz, politico e militare cubano
- 11 luglio - Maurizio Martinelli, giornalista e conduttore televisivo italiano
- 11 luglio - Dean Richards, ex rugbista a 15 e allenatore di rugby a 15 britannico
- 11 luglio - Lisa Rinna, attrice e conduttrice televisiva statunitense
- 11 luglio - Walter Thurnherr, diplomatico e politico svizzero
- 12 luglio - Gioacchino Alfano, politico italiano
- 12 luglio - Maria Pia Ammirati, scrittrice, giornalista e dirigente pubblica italiana
- 12 luglio - Marino Baldini, politico croato
- 12 luglio - Isabella De Bernardi, attrice e pubblicitaria italiana († 2021)
- 12 luglio - Gianni Federico, attore, regista e drammaturgo italiano
- 12 luglio - Javanshir Feyziyev, politico azero
- 12 luglio - Gaudi, musicista, compositore e produttore discografico italiano
- 12 luglio - Mick Herron, scrittore britannico
- 12 luglio - Christine Joan Johnson, cantautrice giamaicana
- 12 luglio - Hans-Peter Lehnhoff, dirigente sportivo e ex calciatore tedesco
- 12 luglio - Fulvio Milia, militare italiano
- 12 luglio - Paolo Petrini, politico italiano
- 12 luglio - Thierry Tulasne, allenatore di tennis e ex tennista francese
- 13 luglio - Barend Courbois, bassista e compositore olandese
- 13 luglio - George DiCarlo, ex nuotatore statunitense
- 13 luglio - Kenny Johnson, attore statunitense
- 13 luglio - Hamilton McMillan, giocatore di curling britannico
- 13 luglio - Ryō Mizuno, scrittore giapponese
- 13 luglio - Simone Opitz, ex fondista tedesca
- 13 luglio - Francesco Orlando, doppiatore e attore teatrale italiano
- 13 luglio - Bobby Rock, batterista statunitense
- 13 luglio - Shari Springer Berman e Robert Pulcini, regista e sceneggiatrice statunitense
- 13 luglio - Spud Webb, ex cestista e dirigente sportivo statunitense
- 14 luglio - Aja, attrice pornografica statunitense († 2006)
- 14 luglio - Takis Barberis, chitarrista e compositore greco
- 14 luglio - Wouter Bos, politico olandese
- 14 luglio - Torben Christensen, ex calciatore danese
- 14 luglio - Kostas Georgakopoulos, ex discobolo greco
- 14 luglio - Rolando Maran, allenatore di calcio e ex calciatore italiano
- 14 luglio - Michel Miyazawa, ex calciatore giapponese
- 14 luglio - Danilo Pennone, scrittore e compositore italiano
- 14 luglio - Harold Pressley, ex cestista e allenatore di pallacanestro statunitense
- 14 luglio - Heinz Weis, ex martellista tedesco
- 15 luglio - Giorgio Bozzo, produttore discografico, autore televisivo e commediografo italiano
- 15 luglio - Andrea Cavinato, ex rugbista a 15, allenatore di rugby a 15 e dirigente sportivo italiano
- 15 luglio - Toshihiro Kawamoto, animatore giapponese
- 15 luglio - Philippe Le Sourd, direttore della fotografia francese
- 15 luglio - Brigitte Nielsen, attrice, modella e conduttrice televisiva danese
- 15 luglio - Mike Strum, giocatore di curling statunitense
- 15 luglio - Steve Thomas, ex hockeista su ghiaccio canadese
- 15 luglio - Santiago Valladares, allenatore di calcio a 5 e ex giocatore di calcio a 5 spagnolo
- 16 luglio - Steve Bradley, ex giocatore di football americano statunitense
- 16 luglio - Phoebe Cates, attrice statunitense
- 16 luglio - Maurizio Colombo, ex pistard e ciclista su strada italiano
- 16 luglio - Mario Donatelli, dirigente sportivo e ex calciatore italiano
- 16 luglio - Ģirts Dzelde, ex tennista lettone
- 16 luglio - Denise Faye, attrice e coreografa statunitense
- 16 luglio - Fredy Glanzmann, ex combinatista nordico svizzero
- 16 luglio - Paul Hipp, attore statunitense
- 16 luglio - Srečko Katanec, allenatore di calcio e ex calciatore sloveno
- 16 luglio - Walter Kohl, imprenditore e scrittore tedesco
- 16 luglio - Marti Leimbach, scrittrice statunitense
- 16 luglio - Goran Pandurović, ex calciatore serbo
- 16 luglio - Mikael Pernfors, ex tennista svedese
- 16 luglio - Nina Petri, attrice tedesca
- 16 luglio - Marisa Rowe, ex cestista australiana
- 16 luglio - Armin Schwarz, ex pilota di rally tedesco
- 16 luglio - Catherine Wilkening, attrice francese
- 17 luglio - Regina Belle, cantautrice statunitense
- 17 luglio - Davide Brivio, dirigente sportivo italiano
- 17 luglio - Anna Calemme, cantautrice italiana
- 17 luglio - Katherine Clark, politica statunitense
- 17 luglio - Joseph Huỳnh Văn Sỹ, vescovo cattolico vietnamita
- 17 luglio - Ian James, ex lunghista canadese
- 17 luglio - Letsie III del Lesotho, re lesothiano
- 17 luglio - Gunnar Mohr, ex calciatore faroese
- 17 luglio - Matti Nykänen, saltatore con gli sci e cantante finlandese († 2019)
- 17 luglio - Pierre-Paul Renders, regista belga
- 17 luglio - Kim Shattuck, cantante e chitarrista statunitense († 2019)
- 17 luglio - John Ventimiglia, attore statunitense
- 18 luglio - Graham Bartram, disegnatore britannico
- 18 luglio - Joseph Mark Siegel, vescovo cattolico statunitense
- 18 luglio - Jeff Burr, regista, attore e sceneggiatore statunitense († 2023)
- 18 luglio - Craig Campbell, ex tennista sudafricano
- 18 luglio - TJ Cox, politico statunitense
- 18 luglio - Rodrigo Fresán, scrittore e giornalista argentino
- 18 luglio - Adriana Galgano, politica italiana
- 18 luglio - Fernando García Macua, avvocato spagnolo
- 18 luglio - Marc Girardelli, ex sciatore alpino austriaco
- 18 luglio - Tat'jana Larina, ex cestista e allenatrice di pallacanestro russa
- 18 luglio - Franco Pepe, cuoco italiano
- 18 luglio - Beate Pfeiffer, attrice, doppiatrice e direttrice del doppiaggio tedesca
- 18 luglio - Billy Reid, allenatore di calcio e ex calciatore scozzese
- 18 luglio - Al Snow, wrestler statunitense
- 18 luglio - Martín Torrijos, politico e economista panamense
- 19 luglio - Hajnalka Balázs, ex cestista ungherese
- 19 luglio - Guillermo Betancourt, ex schermidore cubano
- 19 luglio - Mike Brown, ex cestista e allenatore di pallacanestro statunitense
- 19 luglio - Bertrand Burgalat, produttore discografico, compositore e musicista francese
- 19 luglio - Choe Cheol-gwon, ex cestista sudcoreano
- 19 luglio - Patrice Ferri, ex calciatore francese
- 19 luglio - Thomas Gabriel Fischer, cantante e chitarrista svizzero
- 19 luglio - Massimo Grillo, politico italiano
- 19 luglio - Alessandra Guerra, politica italiana
- 19 luglio - Mauro Modin, pittore italiano
- 19 luglio - Zsolt Németh, ex schermidore ungherese
- 19 luglio - Pascual Sanz, allenatore di calcio e ex calciatore spagnolo
- 19 luglio - Sándor Wladár, ex nuotatore ungherese
- 20 luglio - Carlo Boccadoro, pianista, compositore e musicologo italiano
- 20 luglio - Scott Fisher, ex cestista e allenatore di pallacanestro statunitense
- 20 luglio - Giuseppe Iannucci, militare italiano
- 20 luglio - Paula Ivan, ex mezzofondista rumena
- 20 luglio - Hendrica van de Lagemaat, ex cestista olandese
- 20 luglio - Lee Jong-hwa, ex calciatore sudcoreano
- 20 luglio - Pascal Martin, ex sciatore alpino francese
- 20 luglio - Jacky Mathijssen, allenatore di calcio e ex calciatore belga
- 20 luglio - Federico Moccia, regista, sceneggiatore e scrittore italiano
- 20 luglio - Anders Mossling, attore svedese
- 20 luglio - Trifón Poch, allenatore di pallacanestro e dirigente sportivo spagnolo
- 20 luglio - Massimo Sgorbani, drammaturgo e scrittore italiano († 2023)
- 20 luglio - Frank Whaley, attore, regista e sceneggiatore statunitense
- 20 luglio - Aleksandr Žulin, ex danzatore su ghiaccio sovietico
- 21 luglio - Isabella Bertolini, politica italiana
- 21 luglio - Conner Henry, ex cestista e allenatore di pallacanestro statunitense
- 21 luglio - Kelly Hunter, attrice inglese
- 21 luglio - Georgi Jordanov, ex calciatore bulgaro
- 21 luglio - Franco Lizzio, ex canoista italiano
- 21 luglio - Ben Matthews, chitarrista, tastierista e produttore discografico britannico
- 21 luglio - Kevin Poole, allenatore di calcio e ex calciatore inglese
- 21 luglio - Mark Youngblood, ex wrestler statunitense
- 21 luglio - Giant Silva, wrestler e ex cestista brasiliano
- 22 luglio - Eddie Anderson, ex giocatore di football americano statunitense
- 22 luglio - Giancarlo Boncori, ex giocatore di calcio a 5 e calciatore italiano
- 22 luglio - Emilio Butragueño, dirigente sportivo e ex calciatore spagnolo
- 22 luglio - Gillian Coultard, ex calciatrice inglese
- 22 luglio - Rob Estes, attore statunitense
- 22 luglio - Joanna Going, attrice statunitense
- 22 luglio - Olivier Gourmet, attore belga
- 22 luglio - James Jebbia, imprenditore e stilista inglese
- 22 luglio - Valerio Lazzeri, vescovo cattolico svizzero
- 22 luglio - Luca Tiraboschi, dirigente d'azienda e scrittore italiano
- 23 luglio - Leandro Barsotti, cantautore e giornalista italiano
- 23 luglio - Renato Borghetti, musicista e compositore brasiliano
- 23 luglio - Daniele Emmanuello, mafioso italiano († 2007)
- 23 luglio - Junus-bek Bamatgireevič Evkurov, politico e generale russo
- 23 luglio - Nanna Lüders Jensen, cantante danese
- 23 luglio - Scott Strausbaugh, ex canoista statunitense
- 23 luglio - Andy Townsend, ex calciatore irlandese
- 23 luglio - Slobodan Živojinović, ex tennista jugoslavo
- 24 luglio - Louis Armary, ex rugbista a 15 e allenatore di rugby a 15 francese
- 24 luglio - Motti Daniel, ex cestista israeliano
- 24 luglio - Karl Malone, ex cestista e allenatore di pallacanestro statunitense
- 24 luglio - Lars Nieberg, cavaliere tedesco
- 25 luglio - Sergio Appiani, rugbista a 15 italiano
- 25 luglio - Antonella Fattori, attrice italiana
- 25 luglio - Sabina Guzzanti, imitatrice, comica e cabarettista italiana
- 25 luglio - Julian Hodgson, scacchista britannico
- 25 luglio - Liu Lin, ex cestista cinese
- 25 luglio - Vittorio Pasteris, giornalista italiano
- 25 luglio - Risto Pietiläinen, copilota di rally finlandese
- 25 luglio - Rubén Selmán, arbitro di calcio cileno († 2020)
- 25 luglio - Hidenari Ugaki, doppiatore giapponese
- 26 luglio - Edda, cantautore italiano
- 26 luglio - Carolien van Kilsdonk, ex snowboarder olandese
- 26 luglio - Stuart Long, pugile e presbitero statunitense († 2014)
- 26 luglio - Nikolay Nenovsky, economista bulgaro
- 26 luglio - Pino Strabioli, regista teatrale, attore e conduttore televisivo italiano
- 26 luglio - Arno Strohmeyer, schermidore austriaco
- 26 luglio - Andy Timmons, chitarrista statunitense
- 27 luglio - Karrin Allyson, cantante e pianista statunitense
- 27 luglio - Lars Bjønness, ex canottiere norvegese
- 27 luglio - Jason Buck, ex giocatore di football americano statunitense
- 27 luglio - Rosario Di Bella, cantautore e compositore italiano
- 27 luglio - Philippe Léveillé, cuoco e personaggio televisivo francese
- 27 luglio - Goran Maksimović, ex tiratore a segno serbo
- 27 luglio - Mauro Menezes, ex tennista brasiliano
- 27 luglio - Marco Pacione, dirigente sportivo e ex calciatore italiano
- 27 luglio - Renato Palumbo, direttore d'orchestra italiano
- 27 luglio - Twan Poels, ex ciclista su strada olandese
- 27 luglio - Nils Solstad, ex calciatore norvegese
- 27 luglio - Keiko Terada, cantautrice giapponese
- 27 luglio - Donnie Yen, artista marziale e attore cinese
- 28 luglio - José Álvarez López, ex cestista spagnolo
- 28 luglio - Beverley Craven, cantante, compositrice e pianista britannica
- 28 luglio - José Antonio Garzón Roger, scacchista e storico spagnolo
- 28 luglio - Michael Hayden, attore e cantante statunitense
- 28 luglio - Elmar Theodor Mäder, ufficiale svizzero
- 29 luglio - Damon Allen, ex giocatore di football americano statunitense
- 29 luglio - Antonio Alveario, attore italiano
- 29 luglio - Jim Beglin, ex calciatore irlandese
- 29 luglio - Ol'ga Borodina, mezzosoprano russo
- 29 luglio - Avichai Mandelblit, magistrato e ex militare israeliano
- 29 luglio - Daniel Mojon, medico svizzero
- 29 luglio - Gabriele Neumann, ex cestista tedesca
- 29 luglio - Chanoch Nissany, pilota automobilistico israeliano
- 29 luglio - Alexandra Paul, attrice, attivista e ex modella statunitense
- 29 luglio - Caroline Paul, giornalista, scrittrice e vigile del fuoco statunitense
- 29 luglio - David Phillips, allenatore di calcio e ex calciatore gallese
- 29 luglio - Graham Poll, ex arbitro di calcio inglese
- 29 luglio - Marcelo Richotti, allenatore di pallacanestro e ex cestista argentino
- 29 luglio - Emanuela Rossini, politica italiana
- 30 luglio - Giuliana De Donno, arpista italiana
- 30 luglio - Alberto Duval, giornalista e conduttore televisivo italiano
- 30 luglio - Mandakini, attrice indiana
- 30 luglio - Lucyna Karpierz, ex cestista polacca
- 30 luglio - Lisa Kudrow, attrice e produttrice televisiva statunitense
- 30 luglio - Carlos Maldonado, allenatore di calcio e ex calciatore venezuelano
- 30 luglio - Jarosław Marcinkowski, ex cestista polacco
- 30 luglio - Antoni Martí, politico andorrano († 2023)
- 30 luglio - Gisèle Meygret, schermitrice francese († 1999)
- 30 luglio - Chris Mullin, ex cestista, dirigente sportivo e allenatore di pallacanestro statunitense
- 30 luglio - Manlio Scopigno, generale italiano
- 30 luglio - Neil Webb, allenatore di calcio e ex calciatore inglese
- 31 luglio - Abdullah Avcı, allenatore di calcio e ex calciatore turco
- 31 luglio - Fatboy Slim, disc jockey, produttore discografico e beatmaker britannico
- 31 luglio - Cecilia D'Elia, politica italiana
- 31 luglio - Beppe D'Onghia, pianista, compositore e direttore d'orchestra italiano
- 31 luglio - Arianna Dagnino, scrittrice e giornalista italiana
- 31 luglio - Junji Itō, fumettista e sceneggiatore giapponese
- 31 luglio - Martin Pfister, politico svizzero
- 31 luglio - Larry Romano, attore statunitense
- 31 luglio - Betty Sutton, politica statunitense
- 31 luglio - Jean de Dieu Raoelison, arcivescovo cattolico malgascio